# Osinki (Czernica)
Osinki – część wsi Czernica w Polsce, położona w województwie śląskim, w powiecie rybnickim, w gminie Gaszowice.
W latach 1975–1998 Osinki administracyjnie należały do województwa katowickiego.